# Anastasia Nikoláyevna de Rusia
Anastasia Nikoláyevna Románova (ruso: Анастаси́я Никола́евна Рома́нова, transliterado Anastasíya Nikoláyevna Románova; según las normas del ruso, en ese idioma se pronuncia como palabra llana: «Anastasía»), nacida el 18 de junio de 1901 (5 de junio según el calendario juliano) y fallecida por magnicidio el 17 de julio de 1918, fue la cuarta hija de Nicolás II, el último zar de la Rusia Imperial, y de su esposa Alejandra Fiódorovna. Desde su nacimiento portó el título de Gran duquesa de Rusia.
Anastasia fue la hermana menor de la gran duquesa Olga, la gran duquesa Tatiana y la gran duquesa María, y la hermana mayor de Alekséi Nikoláyevich Románov, zarévich de Rusia. Fue ejecutada junto al resto de su familia en Ekaterimburgo el 17 de julio de 1918 por un grupo bolchevique. La leyenda de que Anastasia había sobrevivido a la Revolución Rusa estuvo vigente durante todo el siglo XX y muchas impostoras afirmaron ser la gran duquesa. La más famosa de ellas fue Anna Anderson, pero, a pesar del apoyo que le prestaron muchas personas que habían conocido a Anastasia, las pruebas de ADN realizadas a un pañuelo y el cabello de Anderson revelaron que no existía ningún parentesco con la familia imperial rusa.

## Biografía

### Infancia

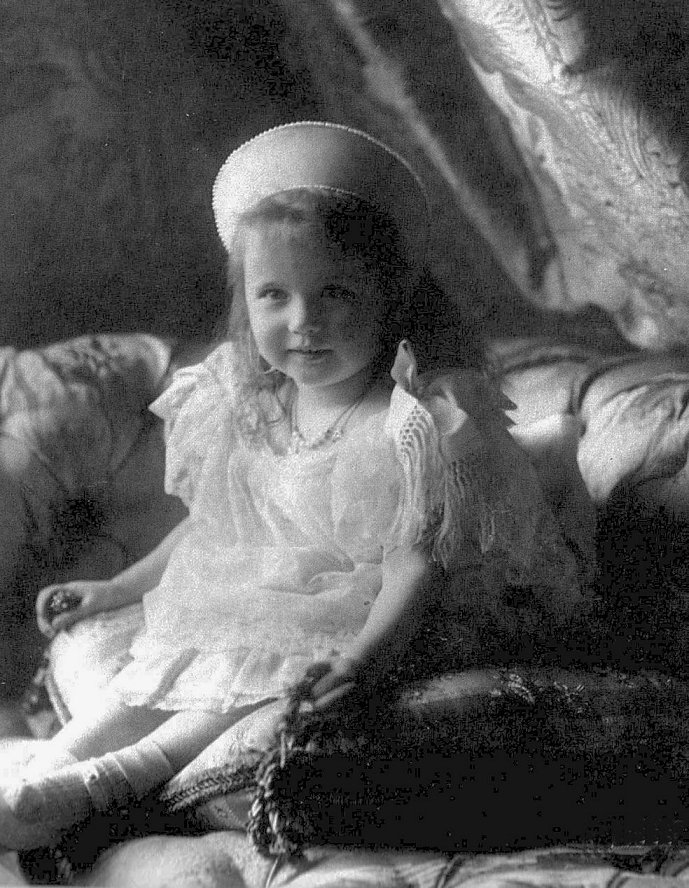
Anastasia, en 1904.

Anastasia Nikoláyevna nació el 18 de junio de 1901 en el palacio de Peterhof, Rusia, según el calendario juliano, vigente en ese país hasta 1918. Cuando Anastasia nació, sus padres y el resto de su familia se sintieron decepcionados por haber tenido una cuarta hija (tras Olga, Tatiana y María). Su padre, el zar Nicolás II, no fue inmediatamente a ver a su nueva hija, ya que decidió dar un largo paseo para asimilar el hecho de que no había tenido un heredero varón. La recién nacida recibiría el nombre de Anastasia, un nombre cristiano muy popular entre los ortodoxos que significa «resurrección». Algunos estudios afirman que dicho nombre aludía a la liberación concedida por su padre, el zar, a un grupo de estudiantes que habían provocado disturbios en San Petersburgo y Moscú el invierno anterior en honor de su nacimiento. El título que ostentaba, siguiendo una traducción literal, sería el de gran princesa, aludiendo a que Anastasia, como alteza imperial, tenía mayor rango que las otras princesas europeas, que solo eran altezas reales. No obstante, gran duquesa es la forma más ampliamente usada en español y otros idiomas a la hora de traducir el rango de las hijas de Nicolás II de Rusia.
Las hijas del zar fueron criadas de la manera más austera posible. Dormían en duros catres plegables sin almohadas, excepto cuando estaban enfermas; tomaban duchas frías por la mañana; tenían la obligación de mantener sus cuartos ordenados y limpios y dedicarse a la costura para después vender las piezas en varios actos de caridad, siempre y cuando no estuvieran ocupadas en otras tareas. La mayoría de los habitantes de la casa, incluyendo a los criados, llamaban normalmente a la gran duquesa por su primer nombre y el patronímico, Anastasia Nikoláyevna, y no usaban el título de su alteza imperial; a menudo utilizaban la versión francesa de su nombre, «Anastasie», o los apodos rusos «Nastia», «Nastás», «Násteñka», «Málenkaya», que significaba "la más joven", o «shvíbzik», la palabra rusa para duende o diablillo, aunque algunas fuentes consideran que este no era su apodo, sino el nombre de una de sus mascotas.

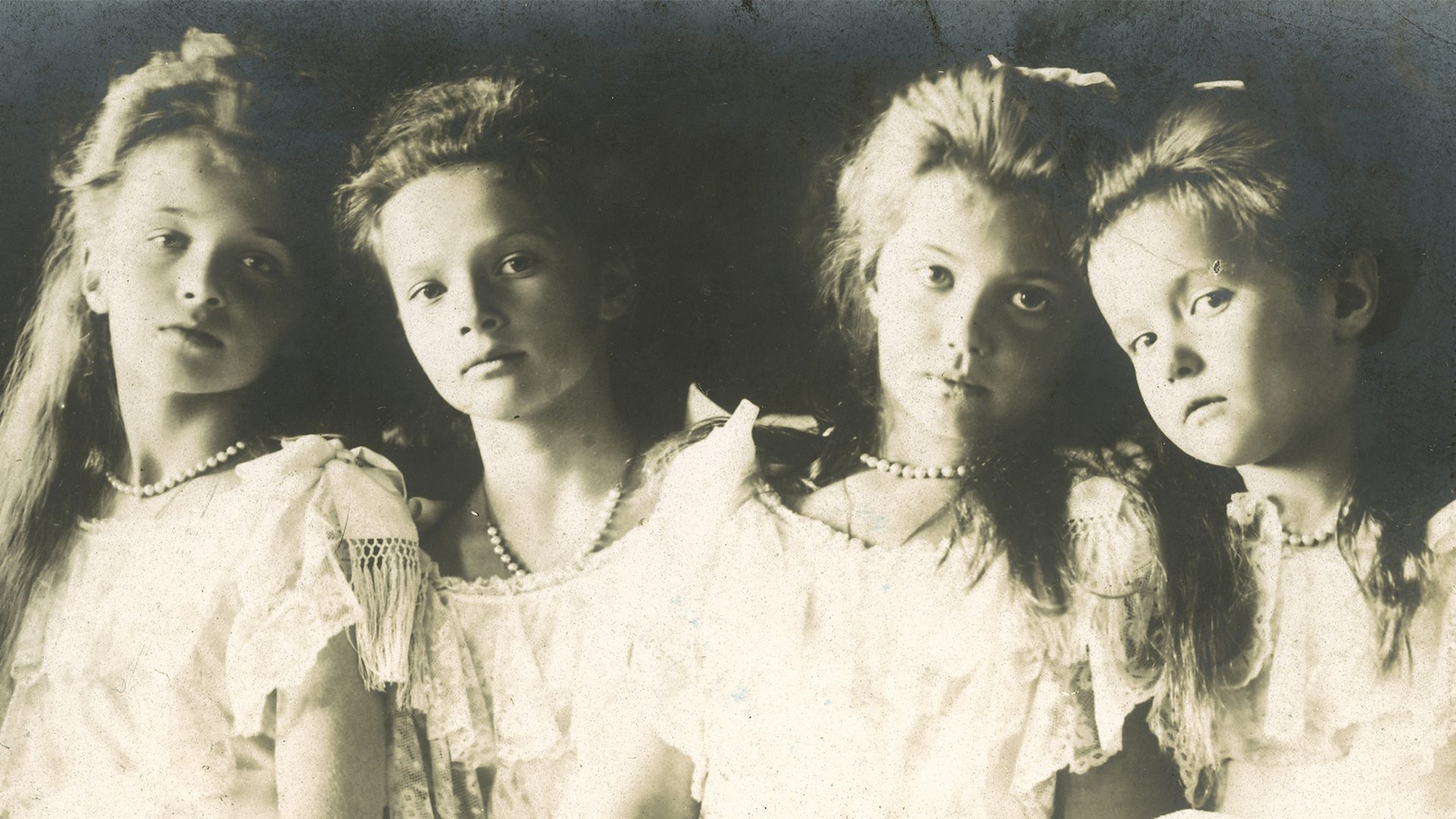
Anastasia (la última a la derecha), de derecha a izquierda junto a María, Tatiana y Olga, 1906.

Haciendo honor a sus apodos, la joven Anastasia creció como una niña vivaz y llena de energía. Fue descrita como de corta estatura y corpulenta, de ojos azules y pelo rojizo cercano al rubio. Margaret Eagar, la institutriz de las cuatro grandes duquesas, comentó que la joven Anastasia era «la criatura más encantadora que había conocido». Muy a menudo descrita como una muchacha brillante y de gran talento, no sabía asimilar las restricciones de las horas de estudio, según sus tutores Pierre Gilliard y Sydney Gibbes. Gibbes, Gilliard y las damas de honor Lili Dehn y Anna Výrubova la describieron como una niña muy animada, traviesa y como una actriz de gran talento. Sus comentarios, ingeniosos y agudos, herían a menudo sensibilidades.
Existen muchos testimonios sobre el comportamiento de la joven Anastasia que rozaba ocasionalmente lo inaceptable para las costumbres coetáneas. Según Gleb Botkin, hijo del médico de la corte Yevgueny Botkin, asesinado junto a la familia imperial en Ekaterimburgo, Anastasia «era la gran responsable de la mayoría de travesuras y hechos punibles de la familia, ya que en ese aspecto era un auténtico genio». Siempre intentaba engañar a los criados o bromear con sus tutores, cometiendo travesuras como subirse a lo alto de un árbol y negarse a bajar, desvelando un comportamiento típicamente infantil, o golpear con una gran bola de nieve a su hermana Tatiana con la suficiente fuerza como para dejarla tendida en el suelo. Una prima lejana, la princesa Nina Gueórguiyevna, repetía que Anastasia «era tan horrible y repugnante como el mismo diablo» y que le gustaba engañar, golpear y arañar a sus compañeros de juegos, pues Anastasia se sentía insultada por el hecho de que Nina era más alta que ella a pesar de ser más joven. Se preocupaba menos que sus hermanas por su aspecto y apariencia. Hallie Erminie Rives, escritora estadounidense esposa de un diplomático, explicaba como veía a una joven Anastasia, de solo diez años de edad, comiendo bombones de chocolate sin preocuparse en quitarse antes sus largos y blancos guantes de ópera, en la Casa de la Ópera de San Petersburgo.

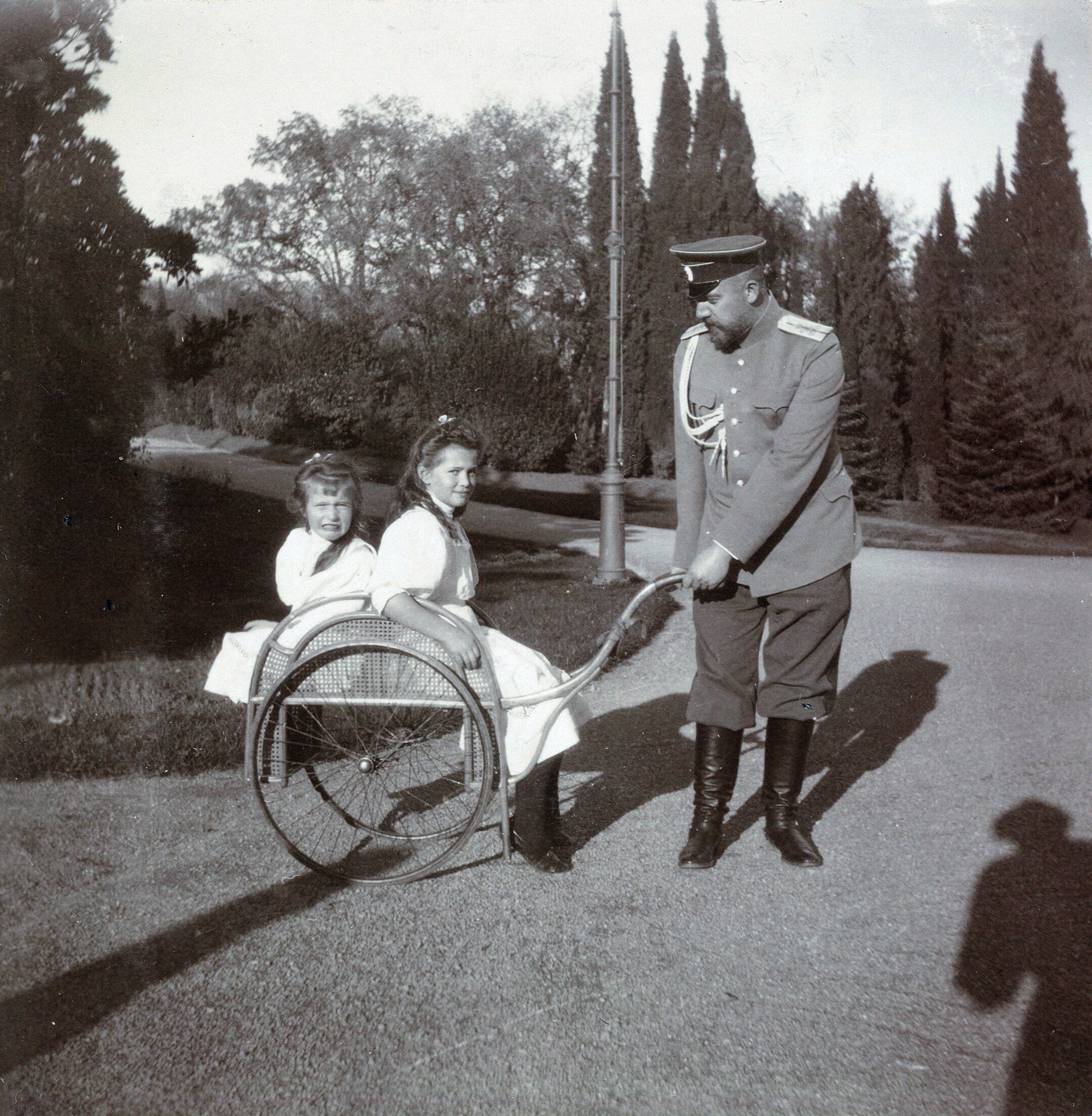
Un general empuja un carrito con Anastasia, que hace muecas a la cámara, y su hermana María. Cortesía: Beinecke Library.

Anastasia y su hermana mayor, María, eran conocidas en la familia como «la pequeña pareja». Las dos muchachas compartían habitación, a menudo llevaban variaciones del mismo vestido y pasaban la mayor parte del tiempo juntas. Las dos hermanas mayores, Olga y Tatiana, también compartían habitación y eran llamadas «la pareja mayor». Las cuatro hermanas solían firmar sus cartas con el acrónimo OTMA, resultado de las iniciales de sus nombres de pila.
A pesar de su vitalidad, Anastasia no gozaba de buena salud. Padecía hallux valgus (juanetes), que afectaba a los dos dedos gordos del pie. También tenía un problema muscular en la espalda que le obligaba a recibir un masaje dos veces por semana. Su reticencia a los masajes era tal que se escondía bajo armarios o camas para no recibirlos.
La gran duquesa Olga Aleksándrovna Románova, tía paterna de Anastasia, reveló en una entrevista tardía que la hermana mayor de Anastasia, María, sufrió una hemorragia en 1914 mientras era operada de amígdalas. La propia madre, la zarina Alejandra, tuvo que ordenar a un acobardado médico que continuara con la operación. Olga Aleksándrovna pensaba que las cuatro niñas sangraban más de lo normal y creía que eran portadoras del gen de la hemofilia, transmitido por su madre y que podía provocarles fuertes hemorragias. Anastasia, como el resto de su familia, adoraba y se preocupaba de su largamente esperado hermano, el zarévich de Rusia Alexis, también llamado "bebé", quien sufría frecuentes ataques de hemofilia que estuvieron cerca de matarlo varias veces.

### Rasputín

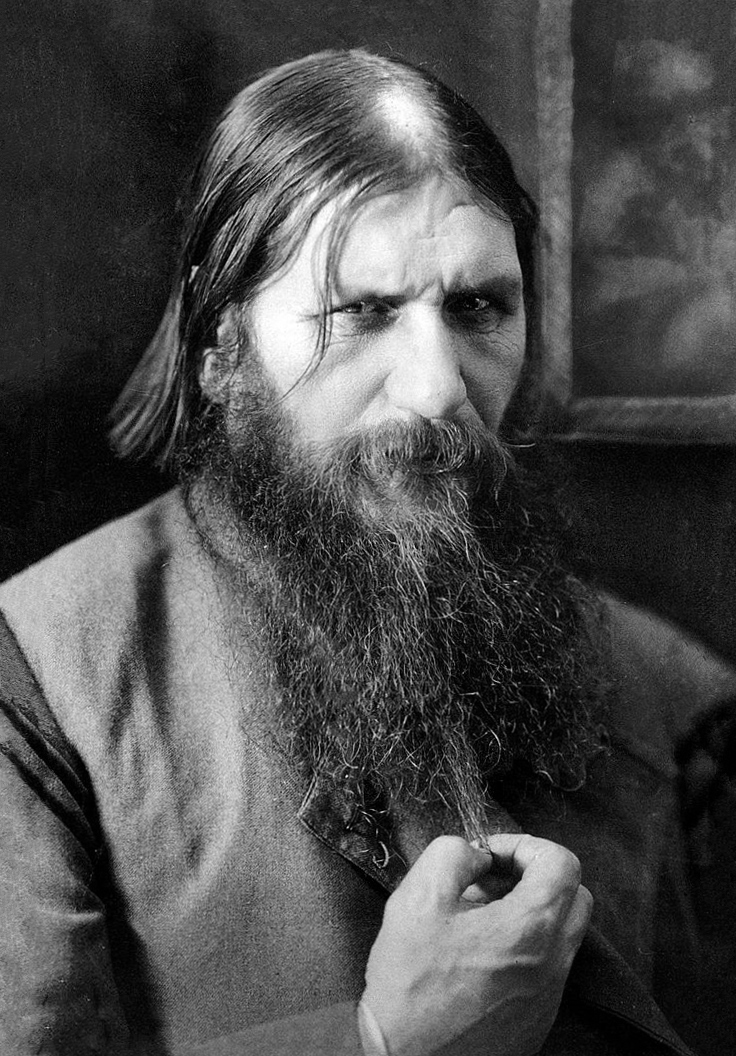
Rasputín

La madre de Anastasia, la zarina Alejandra, confiaba ciegamente en los consejos de Grigori Rasputín, un campesino ruso y stárets ambulante, con fama de hombre santo, cuyos rezos supuestamente habían aliviado muchas veces los dolores del joven Alexis. Anastasia y sus hermanas fueron criadas para ver a Rasputín como «nuestro amigo» y «confidente». En el otoño de 1907, la tía de las niñas, la gran duquesa Olga Aleksándrovna Románova, fue conducida por el zar a la habitación de los niños para que conociera a Rasputín. La gran duquesa recordaba: «Anastasia, sus hermanas y su hermano Alexis llevaban largos camisones blancos. A todos parecía gustarles ese hombre, se les veía cómodos con su presencia». La complicidad de Rasputín con los niños se hacía patente en muchos de los mensajes que les enviaba. En febrero de 1909 les envió un telegrama donde les aconsejaba «Amar toda la inmensidad de Dios y de su Creación, en especial en esta tierra. La Madre de Dios siempre estaba ocupada cosiendo y recogiendo flores».
Sin embargo, una de las doncellas de las niñas, Sofía Ivánovna Tiútcheva, se horrorizó en 1910 sobre el hecho de que se le permitiera a Rasputín entrar en las habitaciones de las muchachas cuando solo llevaban puesto un camisón. El zar Nicolás le pidió al monje que evitara entrar en esas habitaciones en el futuro. Los niños, conscientes de la situación, temieron que las palabras de Tiúcheva hicieran enfadar a su madre. «Tengo miedo de que S.I. (Sofía Ivánovna Tiútcheva) diga... cosas malas de nuestro amigo», escribió la hermana mayor de Anastasia, Tatiana, a su madre el 8 de marzo de 1910 (con doce años) y añadía: «Espero que nuestra doncella sea amable con nuestro amigo en el futuro». Poco después la zarina despidió a Tiútcheva.
Tiúcheva informaba de lo que veía al resto de miembros de la familia imperial. Mientras que las visitas de Rasputín a las niñas eran consideradas por el monje como algo completamente inocente, el resto de la familia estaba escandalizada. Tiútcheva le explicó a la hermana de Nicolás, la gran duquesa Xenia Aleksándrovna de Rusia, que Rasputín visitaba a las niñas, hablaba con ellas mientras se preparaban para ir a dormir y las abrazaba y acariciaba. Tiútcheva decía que las niñas habían sido instruidas para no hablar del monje en su presencia y para ocultar sus visitas a las habitaciones. El 15 de marzo de 1910 Xenia escribía que no podía entender «[...] la actitud de Álix (la zarina) y los niños hacia ese siniestro Grigori Rasputín al que consideraban casi como un santo, cuando no era más que un vulgar jlyst».

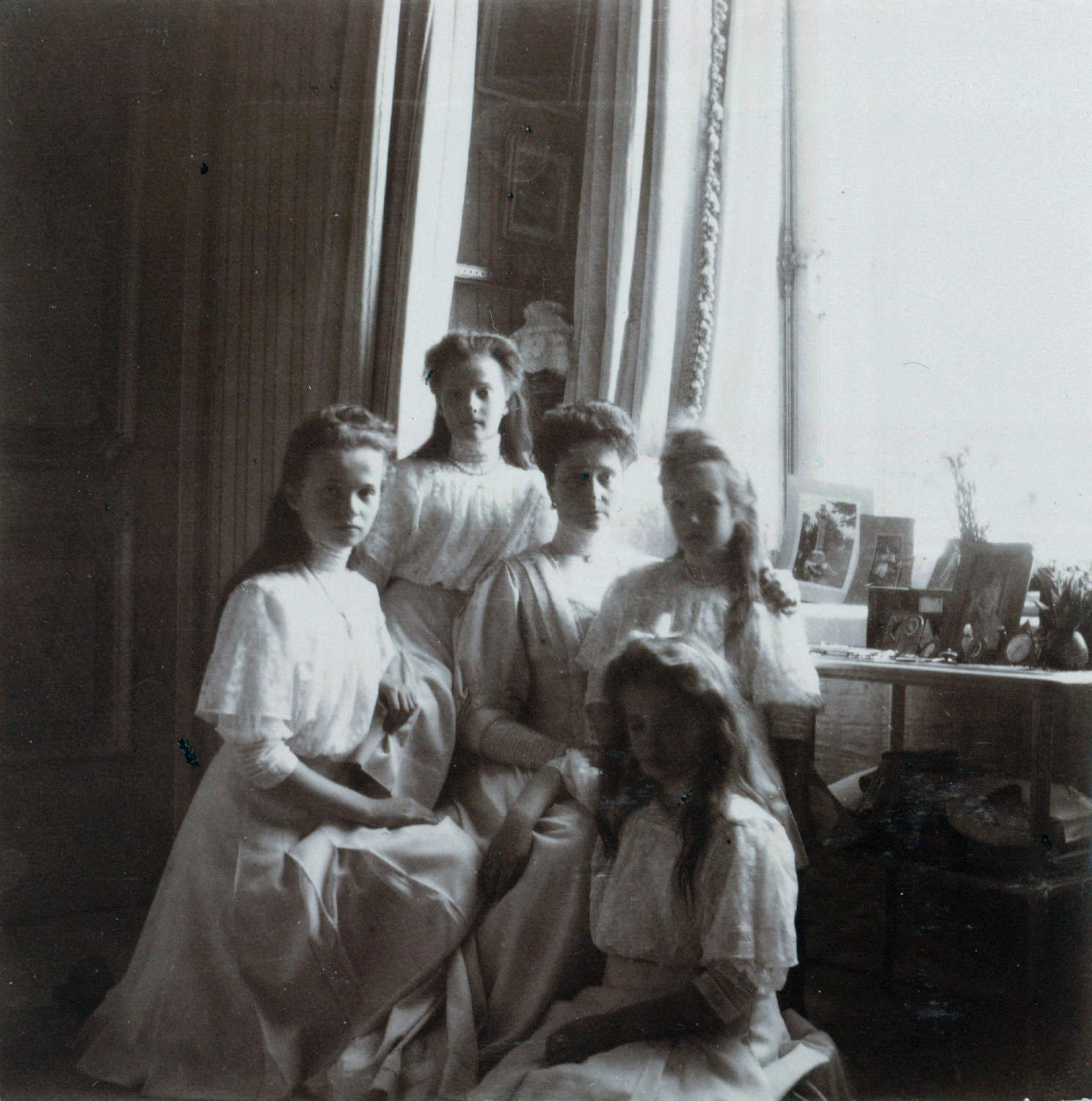
La zarina Alejandra y sus cuatro hijas, 1909.

En la primavera de 1910, María Ivánovna Vishniákova, una doncella real, denunció que Rasputín la había violado. Vishniákova dijo que la zarina se negó a creerle y que insistió en que «todo lo que Rasputín hace es santo». La gran duquesa Olga Aleksándrovna declaró que las acusaciones de Vishniákova fueron inmediatamente investigadas, sin embargo «sorprendieron a la joven en la cama con un cosaco de la Guardia Imperial». Impidieron a Vishniákova acercarse a Rasputín y en 1913 fue despedida.
Sin embargo, los rumores persistieron, hasta el punto que se decía que Rasputín no solo había seducido a la zarina, sino también a las cuatro grandes duquesas. Estos rumores aumentaron considerablemente cuando el propio Rasputín divulgó las cartas que la zarina y sus hijas le enviaban. «Mi querido, hermoso, mi único amigo», escribía Anastasia. «Cuantas ganas tengo de verte otra vez. Hoy he soñado contigo. Siempre le pregunto a mamá cuándo vendrás... Pienso en ti siempre, cariño, porque eres tan bueno conmigo...». A estas revelaciones siguieron la circulación de unos dibujos pornográficos que representaban a Rasputín manteniendo relaciones sexuales con la zarina, sus cuatro hijas y Ana Výrubova. A raíz del escándalo, el zar, a pesar de la fuerte oposición de su esposa, ordenó a Rasputín que abandonara San Petersburgo por un tiempo, por lo que este se fue de peregrino a Palestina. A pesar de los rumores, la unión entre la familia imperial y el monje continuó hasta el asesinato de este el 17 de diciembre de 1916 (29 de diciembre según el calendario gregoriano). «Nuestro amigo está muy satisfecho de nuestras niñas, dice que han pasado por duras pruebas para su edad y que sus almas están muy desarrolladas», escribía Alejandra a su marido el zar Nicolás el 6 de diciembre de 1916.
En sus memorias, A. A. Mordvínov escribió que las cuatro grandes duquesas se quedaron «visiblemente trastornadas» por la muerte de Rasputín y que permanecieron sentadas «abrazadas las unas a las otras» en un sofá de uno de sus dormitorios durante toda la noche en la que recibieron la noticia. Mordvínov recordaba que las muchachas estaban de muy mal humor y que parecían intuir la agitación política que ya se estaba gestando en Rusia. Rasputín fue enterrado con un icono, firmado en su reverso por la zarina y sus cuatro hijas. Anastasia asistió a su entierro, el 21 de diciembre de 1916, y junto a su familia planearon edificar una iglesia sobre el emplazamiento de su tumba.

### Primera Guerra Mundial y revolución

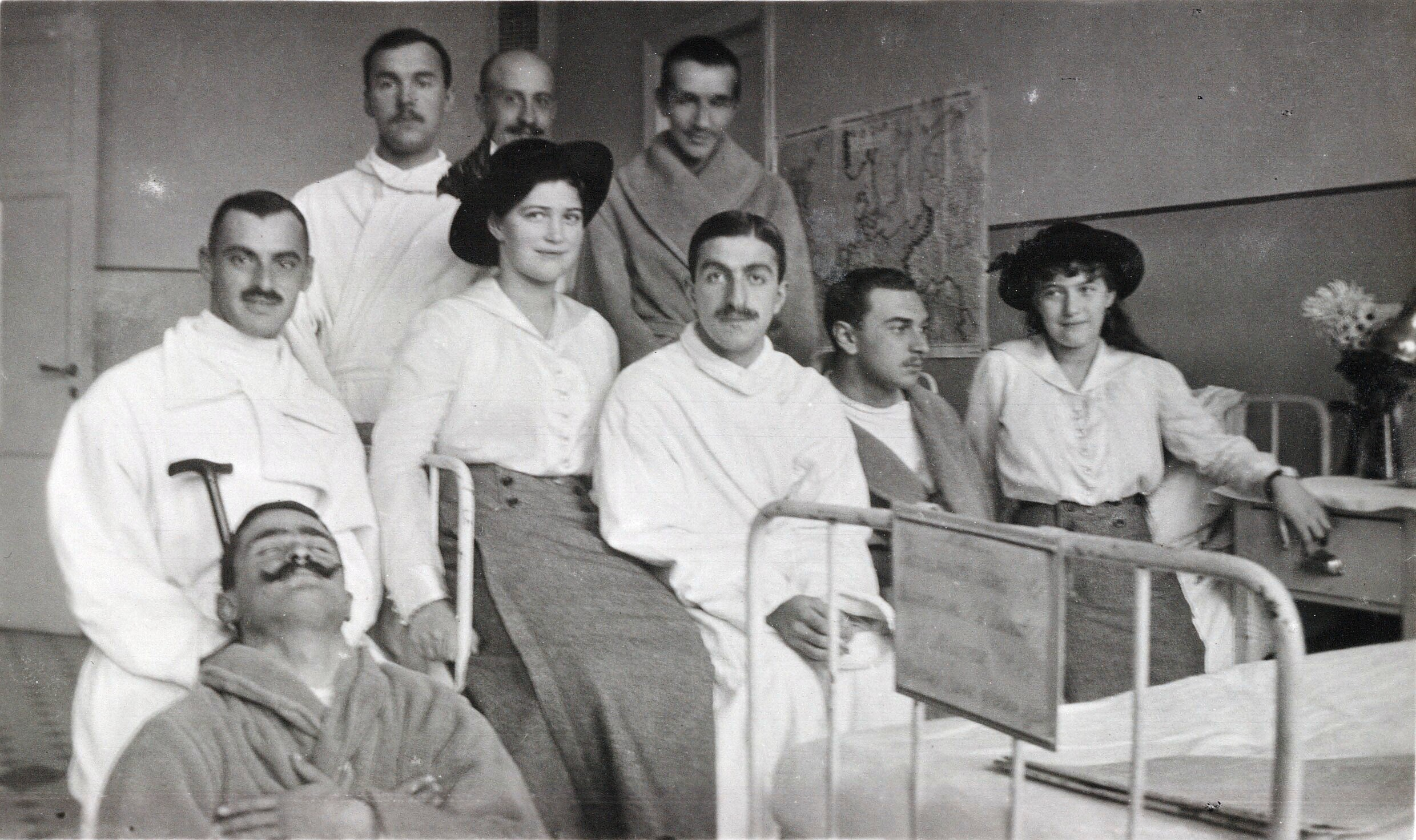
La gran duquesa María (izquierda) y la gran duquesa Anastasia junto a soldados heridos, 1915.

Durante la Primera Guerra Mundial, Anastasia, junto a su hermana María, solía visitar a los soldados heridos en un hospital privado situado en los terrenos de Tsárskoye Seló (la Villa de los Zares). Las dos adolescentes, demasiado jóvenes para pertenecer a la Cruz Roja como su madre y sus dos hermanas mayores, jugaban con los soldados para levantarles el ánimo. Felix Dassel, que estuvo allí hospitalizado, recordaba que la joven gran duquesa «reía como una ardilla» y que caminaba tan rápido «que siempre parecía a punto de tropezar».
En febrero de 1917 estalló la Revolución rusa, que obligó a Nicolás II a abdicar del trono. Anastasia y su familia fueron puestos bajo arresto domiciliario en el palacio de Alejandro, en Tsárskoye Seló, pero dada la cercanía de las fuerzas bolcheviques, Aleksandr Kérenski, del gobierno provisional, desplazó a la familia hasta Tobolsk, en Siberia. Una vez los bolcheviques se hicieron con el control de la mayor parte de Rusia, Anastasia y su familia fueron trasladados a la casa Ipátiev, en Ekaterimburgo.
El nerviosismo y la incertidumbre del cautiverio afectó más a Anastasia que al resto de su familia. «Adiós», le escribió a un amigo en el invierno de 1917, «No te olvides de nosotros». En Tobolsk Anastasia escribió una redacción para su tutor de inglés, repleta de faltas de ortografía, sobre Evelyn Hope, un poema de Robert Browning que habla de una chica joven: «Cuando ella murió, solo tenía 16 años», escribió Anastasia. «Había un hombre que la amaba sin haberla visto nunca, pero pese a ello la conocía bien. Y ella también había oído hablar de él. Él nunca pudo decirle que la amaba y ahora ella está muerta...».

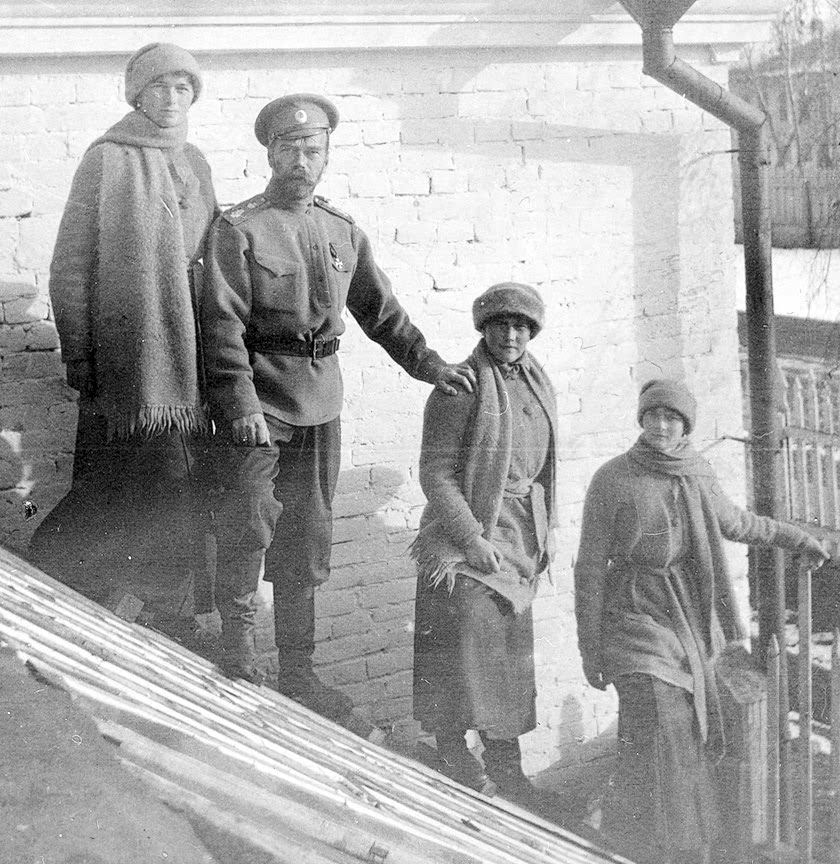
De izquierda a derecha, la gran duquesa Olga Nikoláyevna, el zar Nicolás II, la gran duquesa Anastasia Nikoláyevna y la gran duquesa Tatiana Nikoláyevna en su cautiverio en Tobolsk en el invierno de 1917. Cortesía: Beinecke Library.

En Tobolsk, ella y sus hermanas escondieron joyas dentro de sus vestidos para evitar que se las robaran, pero los guardias registraron a Anastasia y a sus hermanas Olga y Tatiana en busca de esas joyas mientras iban a bordo del Rus, el buque a vapor que las transportaba a Ekaterimburgo, donde estaban sus padres y su hermana María, en mayo de 1918. Su tutor de inglés, Sydney Gibbes, recordaba haber oído a las grandes duquesas llorar y gritar asustadas y su propia impotencia al no poder ayudarlas. Pierre Gilliard hablaba de su último encuentro con los niños en Ekaterimburgo: 

El marinero Nagorny, que se encargaba del pequeño Alexis, pasó ante mi ventana con el niño enfermo en brazos, detrás venían las grandes duquesas con maletas y algunos efectos personales. Traté de acercarme, pero el centinela me hizo retroceder bruscamente y me hizo alejarme del carruaje. Volví a la ventana. Tatiana Nikoláyevna apareció en último lugar, con su pequeño perro y arrastrando una pesada maleta marrón. Estaba lloviendo y pude ver como sus pies se hundían en el barro a cada paso que daba. Nagorny trató de ayudarla, pero uno de los comisarios se lo impidió...

 Menos de dos meses después, el 14 de julio de 1918, sacerdotes de Ekaterimburgo prepararon un servicio especial para la familia en la que, según dijeron después, se arrodillaron durante el rezo a los muertos, cosa que no era su costumbre.
Sin embargo, en sus últimos meses de vida, Anastasia intentó llevar su cautiverio de la mejor forma posible. Junto a otros miembros de la casa organizaba juegos para deleitar a sus padres durante la primavera de 1918. Según Sidney Gibbes, las actuaciones de Anastasia «hacían estallar en carcajadas» al resto de la familia. En mayo de 1917, en una carta desde Tobolsk a su hermana María en Ekaterimburgo, describía un momento de felicidad a pesar de la tristeza, la soledad y la preocupación por su hermano enfermo: «¡Estuvimos columpiándonos, y no podíamos parar de reír, la caída era tan maravillosa! Se lo expliqué tantas veces a mis hermanas que llegaron a cansarse, pero lo podía haber explicado mil veces más...¡Qué bien lo pasamos! Solo se podía gritar de alegría». En sus memorias, uno de los guardias de la Casa Ipátiev, Aleksandr Strekotin, recordaba a Anastasia como una muchacha «muy amigable y llena de alegría», mientras que otro guardia dijo que era «un diablillo encantador. Era traviesa y pocas veces se la veía cansada. Le gustaba hacer números cómicos con los perros, como si estuvieran en un circo». Sin embargo otro de los guardias llamaba a Anastasia «ofensiva y una terrorista» y se quejaba de que algunos de sus provocativos comentarios causaban tensión entre los soldados.
Para la mayoría de historiadores, Anastasia fue asesinada junto al resto de su familia la mañana del 17 de julio de 1918 por un pelotón de fusilamiento. La ejecución extrajudicial fue llevada a cabo por miembros de la policía secreta bolchevique al mando de Yákov Yurovski.

### La ejecución

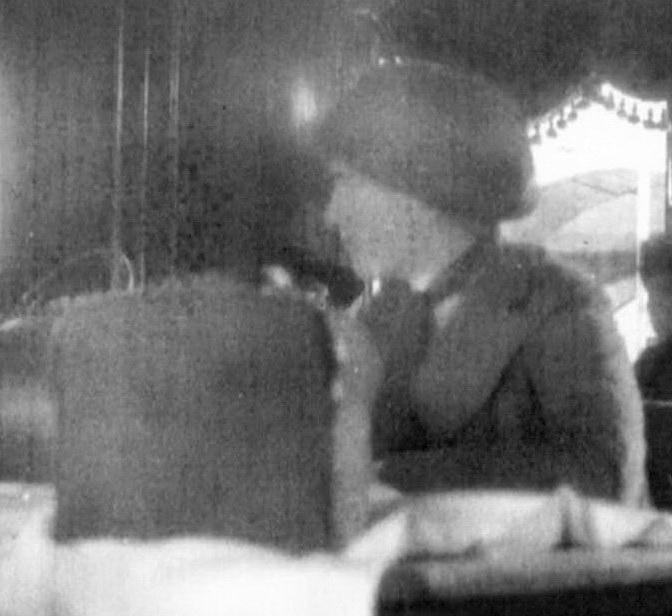
Última foto conocida de Anastasia, mayo de 1918.

Tras la toma del poder por parte de los bolcheviques, Rusia entró vertiginosamente en una guerra civil. Las negociaciones para la liberación de la familia imperial entre los bolcheviques (cuyo brazo militar era el Ejército Rojo) y el resto de la familia, muchos de ellos importantes miembros de casas reales europeas, se suspendieron. El avance del Movimiento Blanco, cuyo brazo militar era conocido como Ejército Blanco o Guardia Blanca, sobre Ekaterimburgo dejaba al Ejército Rojo en una situación precaria. Los "rojos" sabían que Ekaterimburgo caería por la superioridad y la mejor preparación del Ejército Blanco. Cuando los "blancos" llegaron a la ciudad, la familia imperial simplemente había desaparecido. La teoría más aceptada fue que habían sido ejecutados, como sostenía el investigador del Movimiento Blanco Nicolás Sokolov, basada en el descubrimiento de efectos personales de la familia imperial encontrados en un pozo situado en la mina Gánina Yama.

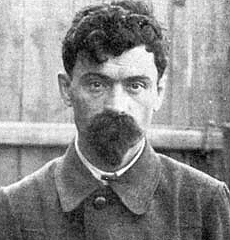
Yákov Mijáilovich Yurovski en 1918

El Informe Yurovski, un informe de los hechos remitido por Yurovski a sus superiores bolcheviques tras la ejecución, fue encontrado en 1989 y reproducido en el libro El último Zar de Edvard Radzinsky (1992). Según el informe, la noche de la ejecución la familia fue despertada y se solicitó que se vistieran. Cuando preguntaron la razón, se les informó que iban a ser trasladados a una nueva ubicación por su seguridad, por la proximidad del Ejército Blanco a Ekaterimburgo y la violencia que ello podría conllevar. Una vez vestidos, la familia y un reducido círculo de sirvientes y ayudantes (el doctor Serguéi Botkin, la doncella Ana Demídova, el cocinero Iván Jaritónov, el lacayo Alekséi Trupp y un perro) fueron llevados a uno de los sótanos de la casa, y se les pidió que esperaran con el pretexto de que iban a hacerles una foto antes de partir. A Alejandra y Alexis se les permitió sentarse en sillas, a petición de la zarina, con la condición de que estuvieran vigilados por guardias. Pasados los minutos, entraron en la habitación los ejecutores comandados por Yurovski. Sin preámbulos levantó el revólver y declaró al zar que el pueblo ruso lo había condenado a muerte. El zar alcanzó a balbucear: «¿qué?» y se giró hacia su familia en el momento en que Yurovski le disparó a quemarropa un tiro en la cabeza. Cuando el zar cae muerto, la zarina y su hija Olga tratan de hacer el signo de la cruz, pero son asesinadas con la primera ráfaga de los ejecutores, al recibir disparos en la cabeza. El resto de la familia imperial es asesinada con la siguiente ráfaga, a excepción de Ana Demídova, la criada de Alejandra. Demídova sobrevivió a la ráfaga inicial, pero fue rápidamente rematada a bayonetazos contra una de las paredes del sótano, mientras intentaba protegerse con una almohada, repleta en su interior de joyas y piedras preciosas.
El Informe Yurovski añadía que una vez el humo de los disparos permitió ver el resultado de la ejecución con más claridad, se descubrió que algunas de las balas de los ejecutores se habían quedado incrustadas en los corsés de algunas de las grandes duquesas. Esto se debía a las joyas y piedras preciosas que las muchachas habían cosido dentro de sus ropas, para evitar que sus captores se las quitaran, involuntariamente les habían servido de armadura contra las balas. Yurovski escribió que Anastasia y María se acurrucaron contra una pared con las manos en la cabeza, antes de ser alcanzadas por los disparos. Sin embargo, otro guardia, Piotr Yermakov, le explicó a su mujer que Anastasia había sido rematada a bayonetazos. Cuando llevaron los cuerpos fuera, una o más de una de las chicas empezaron a llorar, y fueron rematadas con golpes en la cabeza, según escribió Yurovski.

## Rumores de supervivencia
Después de la ejecución de la familia imperial, se creó un rumor sobre la posible supervivencia y posterior fuga de Anastasia. Anna Anderson, la más famosa pretendiente a ser la gran duquesa, afirmaba que se había hecho pasar por muerta entre los cuerpos de su familia y los criados y que pudo escapar gracias a la ayuda de un guardia compasivo que la rescató al ver que aún estaba viva. Anderson fue una de las al menos diez mujeres que afirmaban ser Anastasia. Algunas menos conocidas fueron Nadezhda Ivánovna Vasílieva y Eugenia Smith. Dos jóvenes que afirmaban ser Anastasia y su hermana María fueron encontradas por un sacerdote de los Montes Urales, donde vivieron como monjas hasta su muerte en 1964, enterradas bajo los nombres de Anastasia y María Nikoláyevna.
Estos rumores de supervivencia fueron avivados por varios informes contemporáneos que hablaban de registros en trenes y casas, por parte de soldados y la policía secreta bolchevique, en busca de Anastasia Románova. Durante su breve encarcelamiento en Perm en 1918, la princesa Helena Petrovna, mujer de un primo lejano de Anastasia, el Príncipe Ioán Konstantínovich de Rusia, explicó que un guardia trajo a su celda a una muchacha llamada Anastasia Románova y le preguntó si aquella muchacha era la hija del zar. Ante la negativa de Yelena Petrovna, el guardia se la volvió a llevar. Hubo más testigos que afirmaron haber visto en Perm a Anastasia, a su madre y a sus hermanas después del asesinato, aunque actualmente se considera que no es más que un rumor sin ninguna evidencia palpable. Un informe que posee más credibilidad por parte de algunos historiadores asegura que ocho testigos vieron cómo guardias armados capturaban a una joven que intentaba huir del andén 37 de una estación de ferrocarril al noroeste de Perm, en septiembre de 1918. Los citados testigos fueron Maxim Grigóriev, Tatiana Sítnikova y su hijo Fiódor Sítnikov, Iván Kuklín y Matriona Kukliná, Vasili Riábov, Ustinia Baránkina y el doctor Pável Utkin, un médico que trató a la muchacha después del incidente. Algunos de estos testigos identificaron a la muchacha como Anastasia cuando detectives del Ejército Blanco les mostraron fotos de la gran duquesa. El doctor Utkin también explicó a los detectives del Ejército Blanco que la muchacha herida, a la que trató en la oficina de la Cheka en Perm, le dijo: «Soy la hija del soberano, Anastasia». Utkin consiguió una receta de una farmacia para un paciente llamado «N», custodiado por la policía secreta. Más tarde, detectives del Ejército Blanco encontrarían registros de esa receta. Durante ese mismo periodo, mediados de 1918, numerosos jóvenes fingieron ser miembros de la familia Románov que habrían escapado a las matanzas. Borís Solósiev, marido de una de las hijas de Rasputín, María, estafó a importantes familias rusas al pedirles dinero para que un falso Románov pudiera huir a China. Solósiev también encontró a numerosas jóvenes dispuestas a hacerse pasar por alguna de las grandes duquesas para beneficiarse de las familias que había estafado.
Sin embargo, algunas teorías apuntan a que hubo posibilidad de que uno o más guardias pudieran ayudar a algún superviviente. Yákov Yurovski había ordenado a los guardias que se presentaran en su oficina para devolver los objetos robados tras la ejecución. Se apunta a que durante un largo espacio de tiempo los cuerpos permanecieron sin vigilancia en el camión que los transportaría, en el sótano o en los pasillos de la casa. También se apunta a que varios soldados, que no habían participado en la matanza y que habían mostrado cierta empatía hacia las grandes duquesas, pudieron estar en el sótano con los cuerpos.
Durante una sesión del juicio celebrado en Alemania, entre 1964 y 1967, para probar la verdadera identidad de Anna Anderson, el sastre vienés Heinrich Kleibenzetl, que vivía y trabajaba frente a la casa Ipátiev, declaró que pudo ver a una malherida Anastasia inmediatamente después de la masacre de Ekaterimburgo, el 17 de julio de 1918. La joven estaba siendo atendida por su casera, Anna Boudin, en una casa situada justo frente a la Casa Ipátiev. Según recogió Peter Kurth, en su libro Anastasia: El misterio de Anna (Anderson), Kleibenzetl declaró haber oído disparos que provenían de la Casa Ipátiev y una de las chicas que gritaba «mamá», y huyó corriendo de allí. Estuvo una hora y media caminando por el pueblo y al regresar vio cómo su casera llenaba un cubo con agua: «No entres en tu habitación» le dijo, para después decirle «Dios mío, en ti puedo confiar. Es Anastasia, la gran duquesa, está en tu habitación. Está herida. Estoy intentando que beba un poco de té». Kleibenzetl le dijo que le ayudaría y subió las escaleras hasta su habitación: «La parte inferior de su cuerpo estaba cubierta de sangre, tenía los ojos cerrados y estaba pálida como una hoja», declaró. «Le lavamos la barbilla, Frau Ánushka y yo, y la muchacha gimió. Debía tener los huesos rotos. Y entonces abrió los ojos durante un minuto.» La muchacha permaneció en la casa durante tres días, hasta que el mismo Guardia Rojo que la había traído se la volvió a llevar. Kleibenzetl nunca más volvió a saber de ella.
Kleibenzetl solía llevar ropa a la casa Ipátiev y había visto a las grandes duquesas allí, aunque nunca habló con ellas. En su declaración recalcó que la muchacha herida era «una de las mujeres» que había visto paseando por el patio de la casa Ipátiev, pero que no reconoció si era Anastasia u otra persona.
También llegaron noticias desde Bulgaria de la posible supervivencia de Anastasia y de su hermano pequeño Alexis. En 1953 Peter Zamiatkin, presunto miembro de la guardia de la familia imperial rusa, le explicó a un chico de 16 años, que convalecía en el hospital con él, que llevó a Anastasia y a su hermano Alexis a su pueblo natal, cerca de Odesa, siguiendo las órdenes del zar. Después del asesinato del resto de su familia, Zamiatkin habría llevado a los niños en barco desde Odesa hasta Alejandría. Los supuestos "Anastasia" y "Alexis" habrían vivido bajo nombres falsos en la ciudad búlgara de Gabarevo, cerca de Kazanlak. La Anastasia búlgara se hacía llamar Eleonora Albértovna Kruger y murió en 1954.
Otra versión defiende que la Princesa huyó con parte de su custodia hacia la Argentina, instalándose en la Localidad de El Colorado, provincia de Formosa.

### Anna Anderson
La posible supervivencia de Anastasia es una de las grandes leyendas del siglo XX, considerándose a Anna Anderson la creadora del mito. En 1922 los rumores sobre que una de las grandes duquesas o incluso toda la familia habían sobrevivido propició la aparición en Alemania de una mujer que se hacía llamar Anna Anderson. Fue encontrada a punto de suicidarse en el puente del río Spree en Berlín (Alemania), dos años después de la masacre. Fue internada sin identificar en una institución para enfermos mentales, donde dos años después aseguró ser la gran duquesa Anastasia, que había sido declarada muerta en Ekaterimburgo. Siempre hubo confusión en cuanto a la verdadera identidad de Anna Anderson debido a los supuestos conocimientos que tenía sobre Anastasia que, según se decía, solo la verdadera gran duquesa podía conocer. Algunos familiares de los Románov declararon que probablemente Anna era la gran duquesa, pero otros nunca estuvieron convencidos. La batalla por conocer su verdadera identidad se convirtió en el juicio más largo de la historia de Alemania, ya que se inició en 1938 y fue oficialmente cerrado en 1970. El veredicto final estableció que Anna Anderson no pudo aportar suficientes pruebas para demostrar que era la gran duquesa, aunque también se estableció que la muerte de Anastasia no se podía confirmar como hecho probado.
Anna Anderson moriría de neumonía en 1984, siendo su cuerpo incinerado. En 1994, usando muestras de un pañuelo suyo encontrado en el hospital, junto con la sangre de Felipe de Mountbatten, príncipe de Edimburgo (quien sería su pariente lejano), se le hicieron unas pruebas de ADN. Según el doctor Gil: «Si aceptamos que estos restos son de Anna Anderson, entonces Anna Anderson no está emparentada con el zar Nicolás II ni la zarina Alejandra». Al compararlo con familias de una lista de desaparecidos en 1918 y 1920 se descubrió que su auténtica identidad era Franziska Schanzkowska, nacida en Pomerania (Polonia) el 16 de diciembre de 1896 y desaparecida en marzo de 1920 cuando perdió la memoria trabajando en una fábrica de Berlín. Al encontrarla cerca de un puente de aquella ciudad, asumió los relatos de Anastasia que su marido le había contado como si fuera de su propia vida. Explicaba que el soldado que la rescató y después se había casado con ella era el soldado Tschaikovsky (ruso-polaco), que habría estado presente en la matanza de los Románov en 1918.
Sin embargo, nuevas pruebas forenses realizadas en 1994, comparando la cara y las orejas de Anastasia y Anderson, siguiendo un procedimiento de identificación, concluyeron erróneamente que Anna Anderson era Anastasia. Estas pruebas aparecieron en un documental de la televisión británica.
Tras el hallazgo de los restos del zarévich y de la otra hija en 2007, pruebas del ADN mitocondrial de una muestra de tejido de Anna Anderson, recogida durante un procedimiento médico en 1979 y que se guarda en el hospital Martha Jefferson de Charlottesville (Virginia), se comparó con el de los Románov y sus familiares, no coincidiendo ni con la del duque de Edimburgo ni con los huesos, lo que confirma que Anderson no era Anastasia. Las muestras de ADN coinciden con Carl Maucher, sobrino de Franziska Schanzkowska, lo que indica que Maucher y Anderson estaban relacionados por línea materna y que Anderson era probablemente Schanzkowska. Posteriores pruebas realizadas a unos cabellos de Anderson guardados en un libro por su marido, Jack Manahan, han arrojado los mismos resultados.[cita requerida]

## La tumba de los Románov

Monograma imperial de la gran duquesa Anastasia Nikoláyevna

En 1991 los restos de los que se especula que corresponden con los de la familia imperial fueron exhumados de una fosa común, situada en un bosque cercano a Ekaterimburgo. La fosa había sido descubierta una década antes, en 1979, pero las autoridades comunistas, que aún gobernaban Rusia, la habían mantenido oculta. Una vez abierta la tumba los excavadores descubrieron que en vez de los once cuerpos que pretendían exhumar (pertenecientes al zar Nicolás II, la zarina Alejandra, Alexis, las cuatro grandes duquesas Olga, Tatiana, María y Anastasia, el doctor de la familia Yevgueni Botkin, su criado Alekséi Trupp, su cocinero Iván Jaritónov, y la criada de Alejandra, Ana Demídova) solo había restos de nueve personas. Faltaban los cadáveres de Alexis y, según el experto forense William Maples, de Anastasia. Sin embargo, los científicos rusos afirmaron que el cuerpo que faltaba era el de la gran duquesa María Nikoláyevna de Rusia. Los rusos identificaron a Anastasia usando un programa informático para comparar fotos de la joven Anastasia con los cráneos de las víctimas de la fosa. Estimaron la altura y la anchura de los cráneos allí donde faltaban huesos.
Los estadounidenses pensaban que el cuerpo perdido era el de Anastasia ya que ninguno de los cadáveres femeninos de la fosa presentaba signos de inmadurez, como clavícula o vértebras no del todo desarrolladas o la ausencia de muelas del juicio, algo que habrían esperado encontrar en un cadáver de diecisiete años de edad. En 1998, cuando los restos de la familia imperial fueron finalmente enterrados, un cuerpo de aproximadamente 1,69 metros fue enterrado bajo el nombre de Anastasia. Fotografías de Anastasia y sus hermanas, tomadas hasta seis meses antes de su asesinato, muestran que Anastasia era bastantes centímetros más baja que ellas. La madre de Anastasia comentó en una carta, fechada el 15 de diciembre de 1917, siete meses antes de la matanza, la corta estatura de su hija de dieciséis años: «Anastasia, para su desesperación, está ahora muy gorda, como antes María. Tiene mucha grasa alrededor de la cintura y las piernas muy cortas. Espero que crezca pronto». Los estadounidenses consideraron como muy improbable que la adolescente hubiera crecido tanto en tan pocos meses, ya que su altura real debía rondar los 1,57 metros.
Los análisis de ADN demostraron que los restos pertenecían a la familia imperial y sus criados, pero el destino de los dos niños desaparecidos seguía siendo un misterio. Algunos historiadores teorizan sobre lo descrito en el Informe Yurovski, donde se afirma que dos de los cuerpos fueron desenterrados de la tumba principal e incinerados en un área desconocida. La razón para actuar así se debió a que, si el Ejército Blanco encontraba los cuerpos, tuvieran dudas sobre si eran los restos de la familia real al tener un número inferior de cadáveres. Otros historiadores creen que la total cremación de dos cuerpos en tan poco tiempo y con los medios de que disponían Yurovski y sus hombres era totalmente imposible. Numerosas indagaciones en el mismo terreno en los años siguientes para encontrar el lugar de la presunta cremación de los dos niños Románov fueron infructuosas.
El 23 de agosto de 2007 un arqueólogo ruso anunció el descubrimiento de dos esqueletos parciales quemados en los restos de una hoguera cercana a Ekaterimburgo, muy parecida al lugar descrito por Yurovski en sus memorias. Los arqueólogos dicen que los cuerpos pertenecen a un niño de entre 10 y 13 años en el momento de su fallecimiento y a una adolescente de entre 16 y 23 años.  Anastasia tenía 17 años y un mes cuando fue asesinada, mientras que su hermana María tenía 19 años y un mes, y a su hermano Alexis le faltaba un mes para cumplir los 14 años. Las hermanas mayores de Anastasia, Olga y Tatiana, tenían 22 y 21 años cuando murieron. Junto a los cuerpos se encontraron «cascos de botellas de ácido sulfúrico, clavos, restos de una caja de madera y balas de varios calibres». Los huesos se encontraron usando detectores de metales. Después de hacer pruebas de los dos esqueletos encontrados se determinó que pertenecían a Anastasia y a su hermano.

## Canonización
En el año 2000, Anastasia y su familia fueron canonizados como strastotérpets (en ruso: страстотéрпец; a diferencia de los mártires no han de ser asesinados solo por su fe, sino por su piedad hacia Dios) por la Iglesia Ortodoxa Rusa. La familia ya había sido canonizada previamente en 1981 por la Iglesia ortodoxa rusa en el exterior (ROCOR) como mártires. La Iglesia ortodoxa rusa en el exterior canonizó a los Románov como mártires junto a otras víctimas de la opresión de la Unión Soviética, lo que provocó controversias en muchas iglesias. Los que se oponían en 1981 argumentaban que Nicolás II fue un soberano débil y que sus decisiones de gobierno habían llevado a la revolución bolchevique, pero un sacerdote de la Iglesia ortodoxa rusa en el Exterior alegó que el martirologio de su iglesia no tenía nada que ver con los actos personales del mártir, sino con el porqué fueron asesinados. Los Románov no están considerados como mártires por la Iglesia ortodoxa rusa dentro de Rusia, ya que no fueron asesinados a causa de su fe religiosa. Los líderes religiosos también objetaron la canonización de la familia del zar porque lo veían como un emperador débil cuya incompetencia trajo la revolución y el sufrimiento de su pueblo, y por considerarlo parcialmente responsable de su propio asesinato y el de su mujer e hijos. Para ellos, el hecho de que el zar fuera, en su vida privada, una persona amable y un buen marido no compensa la pobreza de su mandato.
La Iglesia Ortodoxa Rusa en Rusia finalmente canonizó a la familia como strastotérpets, gente que ha muerto con humildad cristiana. Los defensores citaron casos de zares y zarevichs previos que habían sido canonizados como strastotérpets, como el zarevich Dimitri, asesinado a finales del siglo XVI, que sentó precedente para la canonización de Anastasia y su familia. Se destacó la piedad de Anastasia y de cómo su madre y su hermana Olga rezaron y trataron de hacer el signo de la cruz antes de caer muertas. Los criados de la familia no fueron sin embargo, canonizados por la Iglesia Ortodoxa Rusa en el 2000. Los cuerpos del zar Nicolás II, la zarina Alejandra, y tres de sus hijas fueron finalmente enterrados en la catedral de San Pedro y San Pablo de San Petersburgo el 17 de julio de 1998, ochenta años después de su muerte.

## Influencias en la cultura popular
- La posible supervivencia de Anastasia ha sido llevada en numerosas ocasiones al cine y la televisión. La producción más temprana, realizada en 1928, fue Clothes Make the Woman, donde se narra la historia de una mujer que intenta conseguir el papel de Anastasia en una película y acaba siendo reconocida por el soldado ruso que originalmente la rescató de unos hombres que iban a matarla.

- La más famosa producción es, probablemente, la muy idealizada Anastasia, de 1956, protagonizada por Ingrid Bergman como Anna Anderson, Yul Brynner como General Bounine (personaje ficticio) y Helen Hayes como la Emperatriz María Fiódorovna Románova, abuela paterna de Anastasia. La película cuenta la historia de una joven que aparece en París en 1928 y es secuestrada por emigrantes rusos, que pretenden que se haga pasar por Anastasia para engañar a la Emperatriz María Fiódorovna, su abuela, y obtener una gran recompensa. Con el tiempo se acentúan las sospechas de que la tal Madame A. Anderson es en realidad la gran duquesa. Esta película inspiró el musical de 1965, Anya.
- En 1968, el grupo de rock británico The Rolling Stones lanza la canción Sympathy for the Devil donde en un párrafo se menciona a Anastasia. «Killed the Tsar and his ministers; Anastasia screamed in vain».

- En 1986, la cadena de televisión NBC, retransmitió una miniserie vagamente inspirada en el libro de Peter Kurth Anastasia: El enigma de Anna Anderson (1983). La película Anastasia: El misterio de Anna fue una serie de dos capítulos que empieza con la joven Anastasia Nikoláyevna y su familia siendo trasladados a Ekaterimburgo, donde serían ejecutados por soldados bolcheviques. La historia continúa en 1923 y, tomándose muchas libertades, la ficción se posiciona a favor de la mujer llamada Anna Anderson. Amy Irving interpretó el papel de Anderson adulta.

- En 1997 aparece Anastasia, un musical animado que adapta la historia de la huida de Anastasia de Rusia y su propia búsqueda de identidad. La película se toma más libertades creativas que la versión del mismo nombre de 1956.

- En La profecía Románov, novela escrita por Steve Berry en 2004, unos heridos Anastasia y Alexis son rescatados por los guardias y llevados a Estados Unidos, donde viven bajo nombres ficticios con una familia de abogados pagados por Félix Yusúpov. En la novela, ambos caen enfermos y mueren en la década de los 20, pero no antes de que Alexis se case y tenga un hijo.

- Anastasia aparece en el juego Assassin's Creed: Chronicles siendo una niña de 17 años que odopta las habilidades y pensamientos de la Asesina Shao Jun para después embarcarse hacía América con una identidad falsa.[66]

- En American Horror Story: Apocalypse, episodio 10: «Apocalypse then», Mallory (Billie Lourd) trata de realizar un hechizo y viaja en el tiempo e intenta ayudar a Anastasia a completar un conjuro para proteger a su familia del ataque de los bolcheviques.

## Títulos y tratamientos
Esta tabla aún no está actualizada. Puedes contribuir aportando información sobre títulos y tratamientos de esta persona.

## Distinciones honoríficas
- Dama Gran Cruz de la Orden de Santa Catalina.

## Ancestros
| \| \| \| \| \| \| \| \| \| \| \| \| \| \| \| \| \| \| \| \| 16. Nicolás I, zar de Rusia \| \| \| \| \| \| \| \| \| \| \| \| \| \| \| \| \| \| \| \| \| \| \| \| \| \| \| \| \| \| \| \| \| \| \| \| \| \| \| \| \| \| \| \| \| \| \| \| \| \| \| \| \| \| 8. Alejandro II, zar de Rusia \| \| \| \| \| \| \| \| \| \| \| \| \| \| \| \| \| \| \| \| \| \| \| \| \| \| \| \| \| \| \| \| \| \| \| \| \| \| \| \| \| \| \| \| \| \| \| \| \| \| \| \| \| \| 17. Princesa Carlota de Prusia \| \| \| \| \| \| \| \| \| \| \| \| \| \| \| \| \| \| \| \| \| \| \| \| \| \| \| \| \| \| \| \| \| \| \| \| \| \| \| \| \| \| \| \| \| \| \| \| \| \| \| \| \| \| 4. Alejandro III, zar de Rusia \| \| \| \| \| \| \| \| \| \| \| \| \| \| \| \| \| \| \| \| \| \| \| \| \| \| \| \| \| \| \| \| \| \| \| \| \| \| \| \| \| \| \| \| \| \| \| \| \| \| \| \| \| \| 18. Luis II, gran duque de Hesse y el Rin \| \| \| \| \| \| \| \| \| \| \| \| \| \| \| \| \| \| \| \| \| \| \| \| \| \| \| \| \| \| \| \| \| \| \| \| \| \| \| \| \| \| \| \| \| \| \| \| \| \| \| \| \| \| 9. Princesa María de Hesse y el Rin \| \| \| \| \| \| \| \| \| \| \| \| \| \| \| \| \| \| \| \| \| \| \| \| \| \| \| \| \| \| \| \| \| \| \| \| \| \| \| \| \| \| \| \| \| \| \| \| \| \| \| \| \| \| 19. Princesa Guillermina de Baden \| \| \| \| \| \| \| \| \| \| \| \| \| \| \| \| \| \| \| \| \| \| \| \| \| \| \| \| \| \| \| \| \| \| \| \| \| \| \| \| \| \| \| \| \| \| \| \| \| \| \| \| \| \| 2. Nicolás II, zar de Rusia \| \| \| \| \| \| \| \| \| \| \| \| \| \| \| \| \| \| \| \| \| \| \| \| \| \| \| \| \| \| \| \| \| \| \| \| \| \| \| \| \| \| \| \| \| \| \| \| \| \| \| \| \| \| 20. Federico Guillermo, duque de Schleswig-Holstein-Sonderburg-Glücksburg \| \| \| \| \| \| \| \| \| \| \| \| \| \| \| \| \| \| \| \| \| \| \| \| \| \| \| \| \| \| \| \| \| \| \| \| \| \| \| \| \| \| \| \| \| \| \| \| \| \| \| \| \| \| 10. Cristián IX, rey de Dinamarca \| \| \| \| \| \| \| \| \| \| \| \| \| \| \| \| \| \| \| \| \| \| \| \| \| \| \| \| \| \| \| \| \| \| \| \| \| \| \| \| \| \| \| \| \| \| \| \| \| \| \| \| \| \| 21. Princesa Luisa Carolina de Hesse-Kassel \| \| \| \| \| \| \| \| \| \| \| \| \| \| \| \| \| \| \| \| \| \| \| \| \| \| \| \| \| \| \| \| \| \| \| \| \| \| \| \| \| \| \| \| \| \| \| \| \| \| \| \| \| \| 5. Princesa Dagmar de Dinamarca \| \| \| \| \| \| \| \| \| \| \| \| \| \| \| \| \| \| \| \| \| \| \| \| \| \| \| \| \| \| \| \| \| \| \| \| \| \| \| \| \| \| \| \| \| \| \| \| \| \| \| \| \| \| 22. Príncipe Guillermo de Hesse-Kassel \| \| \| \| \| \| \| \| \| \| \| \| \| \| \| \| \| \| \| \| \| \| \| \| \| \| \| \| \| \| \| \| \| \| \| \| \| \| \| \| \| \| \| \| \| \| \| \| \| \| \| \| \| \| 11. Princesa Luisa de Hesse-Kassel \| \| \| \| \| \| \| \| \| \| \| \| \| \| \| \| \| \| \| \| \| \| \| \| \| \| \| \| \| \| \| \| \| \| \| \| \| \| \| \| \| \| \| \| \| \| \| \| \| \| \| \| \| \| 23. Princesa Carlota de Dinamarca \| \| \| \| \| \| \| \| \| \| \| \| \| \| \| \| \| \| \| \| \| \| \| \| \| \| \| \| \| \| \| \| \| \| \| \| \| \| \| \| \| \| \| \| \| \| \| \| \| \| \| \| \| \| 1. Gran duquesa Anastasia Nikoláyevna de Rusia \| \| \| \| \| \| \| \| \| \| \| \| \| \| \| \| \| \| \| \| \| \| \| \| \| \| \| \| \| \| \| \| \| \| \| \| \| \| \| \| \| \| \| \| \| \| \| \| \| \| \| \| \| \| 24. Luis II, gran duque de Hesse y el Rin (= 18) \| \| \| \| \| \| \| \| \| \| \| \| \| \| \| \| \| \| \| \| \| \| \| \| \| \| \| \| \| \| \| \| \| \| \| \| \| \| \| \| \| \| \| \| \| \| \| \| \| \| \| \| \| \| 12. Príncipe Carlos de Hesse y el Rin \| \| \| \| \| \| \| \| \| \| \| \| \| \| \| \| \| \| \| \| \| \| \| \| \| \| \| \| \| \| \| \| \| \| \| \| \| \| \| \| \| \| \| \| \| \| \| \| \| \| \| \| \| \| 25. Princesa Guillermina de Baden (= 19) \| \| \| \| \| \| \| \| \| \| \| \| \| \| \| \| \| \| \| \| \| \| \| \| \| \| \| \| \| \| \| \| \| \| \| \| \| \| \| \| \| \| \| \| \| \| \| \| \| \| \| \| \| \| 6. Luis IV, gran duque de Hesse y el Rin \| \| \| \| \| \| \| \| \| \| \| \| \| \| \| \| \| \| \| \| \| \| \| \| \| \| \| \| \| \| \| \| \| \| \| \| \| \| \| \| \| \| \| \| \| \| \| \| \| \| \| \| \| \| 26. Príncipe Guillermo de Prusia \| \| \| \| \| \| \| \| \| \| \| \| \| \| \| \| \| \| \| \| \| \| \| \| \| \| \| \| \| \| \| \| \| \| \| \| \| \| \| \| \| \| \| \| \| \| \| \| \| \| \| \| \| \| 13. Princesa Isabel de Prusia \| \| \| \| \| \| \| \| \| \| \| \| \| \| \| \| \| \| \| \| \| \| \| \| \| \| \| \| \| \| \| \| \| \| \| \| \| \| \| \| \| \| \| \| \| \| \| \| \| \| \| \| \| \| 27. Princesa María Ana de Hesse-Homburg \| \| \| \| \| \| \| \| \| \| \| \| \| \| \| \| \| \| \| \| \| \| \| \| \| \| \| \| \| \| \| \| \| \| \| \| \| \| \| \| \| \| \| \| \| \| \| \| \| \| \| \| \| \| 3. Princesa Alix de Hesse y el Rin \| \| \| \| \| \| \| \| \| \| \| \| \| \| \| \| \| \| \| \| \| \| \| \| \| \| \| \| \| \| \| \| \| \| \| \| \| \| \| \| \| \| \| \| \| \| \| \| \| \| \| \| \| \| 28. Ernesto I, duque de Sajonia-Coburgo y Gotha \| \| \| \| \| \| \| \| \| \| \| \| \| \| \| \| \| \| \| \| \| \| \| \| \| \| \| \| \| \| \| \| \| \| \| \| \| \| \| \| \| \| \| \| \| \| \| \| \| \| \| \| \| \| 14. Príncipe Alberto de Sajonia-Coburgo y Gotha \| \| \| \| \| \| \| \| \| \| \| \| \| \| \| \| \| \| \| \| \| \| \| \| \| \| \| \| \| \| \| \| \| \| \| \| \| \| \| \| \| \| \| \| \| \| \| \| \| \| \| \| \| \| 29. Princesa Luisa de Sajonia-Gotha-Altemburgo \| \| \| \| \| \| \| \| \| \| \| \| \| \| \| \| \| \| \| \| \| \| \| \| \| \| \| \| \| \| \| \| \| \| \| \| \| \| \| \| \| \| \| \| \| \| \| \| \| \| \| \| \| \| 7. Princesa Alicia del Reino Unido \| \| \| \| \| \| \| \| \| \| \| \| \| \| \| \| \| \| \| \| \| \| \| \| \| \| \| \| \| \| \| \| \| \| \| \| \| \| \| \| \| \| \| \| \| \| \| \| \| \| \| \| \| \| 30. Príncipe Eduardo, duque de Kent y Strathearn \| \| \| \| \| \| \| \| \| \| \| \| \| \| \| \| \| \| \| \| \| \| \| \| \| \| \| \| \| \| \| \| \| \| \| \| \| \| \| \| \| \| \| \| \| \| \| \| \| \| \| \| \| \| 15. Victoria, reina del Reino Unido \| \| \| \| \| \| \| \| \| \| \| \| \| \| \| \| \| \| \| \| \| \| \| \| \| \| \| \| \| \| \| \| \| \| \| \| \| \| \| \| \| \| \| \| \| \| \| \| \| \| \| \| \| \| 31. Princesa Victoria de Sajonia-Coburgo-Saalfeld \| \| \| \| \| \| \| \| \| \| \| \| \| \| \| \| \| \| \| \| \| \| \| \| \| \| \| \| \| \| \| \| \| \| \| \| \| \| \| \| \| \| \| \| \| \| \| \| \| \| \| \| |                                                                           |  |  |  |  |  |  |  |  |  |  |  |  |  |  |  |
| |                                                                           |  |  |  |  |  |  |  |  |  |  |  |  |  |  |  |
| | 16. Nicolás I, zar de Rusia                                               |  |  |  |  |  |  |  |  |  |  |  |  |  |  |  |
| |                                                                           |  |  |  |  |  |  |  |  |  |  |  |  |  |  |  |
| |                                                                           |  |  |  |  |  |  |  |  |  |  |  |  |  |  |  |
| | 8. Alejandro II, zar de Rusia                                             |  |  |  |  |  |  |  |  |  |  |  |  |  |  |  |
| |                                                                           |  |  |  |  |  |  |  |  |  |  |  |  |  |  |  |
| |                                                                           |  |  |  |  |  |  |  |  |  |  |  |  |  |  |  |
| | 17. Princesa Carlota de Prusia                                            |  |  |  |  |  |  |  |  |  |  |  |  |  |  |  |
| |                                                                           |  |  |  |  |  |  |  |  |  |  |  |  |  |  |  |
| |                                                                           |  |  |  |  |  |  |  |  |  |  |  |  |  |  |  |
| | 4. Alejandro III, zar de Rusia                                            |  |  |  |  |  |  |  |  |  |  |  |  |  |  |  |
| |                                                                           |  |  |  |  |  |  |  |  |  |  |  |  |  |  |  |
| |                                                                           |  |  |  |  |  |  |  |  |  |  |  |  |  |  |  |
| | 18. Luis II, gran duque de Hesse y el Rin                                 |  |  |  |  |  |  |  |  |  |  |  |  |  |  |  |
| |                                                                           |  |  |  |  |  |  |  |  |  |  |  |  |  |  |  |
| |                                                                           |  |  |  |  |  |  |  |  |  |  |  |  |  |  |  |
| | 9. Princesa María de Hesse y el Rin                                       |  |  |  |  |  |  |  |  |  |  |  |  |  |  |  |
| |                                                                           |  |  |  |  |  |  |  |  |  |  |  |  |  |  |  |
| |                                                                           |  |  |  |  |  |  |  |  |  |  |  |  |  |  |  |
| | 19. Princesa Guillermina de Baden                                         |  |  |  |  |  |  |  |  |  |  |  |  |  |  |  |
| |                                                                           |  |  |  |  |  |  |  |  |  |  |  |  |  |  |  |
| |                                                                           |  |  |  |  |  |  |  |  |  |  |  |  |  |  |  |
| | 2. Nicolás II, zar de Rusia                                               |  |  |  |  |  |  |  |  |  |  |  |  |  |  |  |
| |                                                                           |  |  |  |  |  |  |  |  |  |  |  |  |  |  |  |
| |                                                                           |  |  |  |  |  |  |  |  |  |  |  |  |  |  |  |
| | 20. Federico Guillermo, duque de Schleswig-Holstein-Sonderburg-Glücksburg |  |  |  |  |  |  |  |  |  |  |  |  |  |  |  |
| |                                                                           |  |  |  |  |  |  |  |  |  |  |  |  |  |  |  |
| |                                                                           |  |  |  |  |  |  |  |  |  |  |  |  |  |  |  |
| | 10. Cristián IX, rey de Dinamarca                                         |  |  |  |  |  |  |  |  |  |  |  |  |  |  |  |
| |                                                                           |  |  |  |  |  |  |  |  |  |  |  |  |  |  |  |
| |                                                                           |  |  |  |  |  |  |  |  |  |  |  |  |  |  |  |
| | 21. Princesa Luisa Carolina de Hesse-Kassel                               |  |  |  |  |  |  |  |  |  |  |  |  |  |  |  |
| |                                                                           |  |  |  |  |  |  |  |  |  |  |  |  |  |  |  |
| |                                                                           |  |  |  |  |  |  |  |  |  |  |  |  |  |  |  |
| | 5. Princesa Dagmar de Dinamarca                                           |  |  |  |  |  |  |  |  |  |  |  |  |  |  |  |
| |                                                                           |  |  |  |  |  |  |  |  |  |  |  |  |  |  |  |
| |                                                                           |  |  |  |  |  |  |  |  |  |  |  |  |  |  |  |
| | 22. Príncipe Guillermo de Hesse-Kassel                                    |  |  |  |  |  |  |  |  |  |  |  |  |  |  |  |
| |                                                                           |  |  |  |  |  |  |  |  |  |  |  |  |  |  |  |
| |                                                                           |  |  |  |  |  |  |  |  |  |  |  |  |  |  |  |
| | 11. Princesa Luisa de Hesse-Kassel                                        |  |  |  |  |  |  |  |  |  |  |  |  |  |  |  |
| |                                                                           |  |  |  |  |  |  |  |  |  |  |  |  |  |  |  |
| |                                                                           |  |  |  |  |  |  |  |  |  |  |  |  |  |  |  |
| | 23. Princesa Carlota de Dinamarca                                         |  |  |  |  |  |  |  |  |  |  |  |  |  |  |  |
| |                                                                           |  |  |  |  |  |  |  |  |  |  |  |  |  |  |  |
| |                                                                           |  |  |  |  |  |  |  |  |  |  |  |  |  |  |  |
| | 1. Gran duquesa Anastasia Nikoláyevna de Rusia                            |  |  |  |  |  |  |  |  |  |  |  |  |  |  |  |
| |                                                                           |  |  |  |  |  |  |  |  |  |  |  |  |  |  |  |
| |                                                                           |  |  |  |  |  |  |  |  |  |  |  |  |  |  |  |
| | 24. Luis II, gran duque de Hesse y el Rin (= 18)                          |  |  |  |  |  |  |  |  |  |  |  |  |  |  |  |
| |                                                                           |  |  |  |  |  |  |  |  |  |  |  |  |  |  |  |
| |                                                                           |  |  |  |  |  |  |  |  |  |  |  |  |  |  |  |
| | 12. Príncipe Carlos de Hesse y el Rin                                     |  |  |  |  |  |  |  |  |  |  |  |  |  |  |  |
| |                                                                           |  |  |  |  |  |  |  |  |  |  |  |  |  |  |  |
| |                                                                           |  |  |  |  |  |  |  |  |  |  |  |  |  |  |  |
| | 25. Princesa Guillermina de Baden (= 19)                                  |  |  |  |  |  |  |  |  |  |  |  |  |  |  |  |
| |                                                                           |  |  |  |  |  |  |  |  |  |  |  |  |  |  |  |
| |                                                                           |  |  |  |  |  |  |  |  |  |  |  |  |  |  |  |
| | 6. Luis IV, gran duque de Hesse y el Rin                                  |  |  |  |  |  |  |  |  |  |  |  |  |  |  |  |
| |                                                                           |  |  |  |  |  |  |  |  |  |  |  |  |  |  |  |
| |                                                                           |  |  |  |  |  |  |  |  |  |  |  |  |  |  |  |
| | 26. Príncipe Guillermo de Prusia                                          |  |  |  |  |  |  |  |  |  |  |  |  |  |  |  |
| |                                                                           |  |  |  |  |  |  |  |  |  |  |  |  |  |  |  |
| |                                                                           |  |  |  |  |  |  |  |  |  |  |  |  |  |  |  |
| | 13. Princesa Isabel de Prusia                                             |  |  |  |  |  |  |  |  |  |  |  |  |  |  |  |
| |                                                                           |  |  |  |  |  |  |  |  |  |  |  |  |  |  |  |
| |                                                                           |  |  |  |  |  |  |  |  |  |  |  |  |  |  |  |
| | 27. Princesa María Ana de Hesse-Homburg                                   |  |  |  |  |  |  |  |  |  |  |  |  |  |  |  |
| |                                                                           |  |  |  |  |  |  |  |  |  |  |  |  |  |  |  |
| |                                                                           |  |  |  |  |  |  |  |  |  |  |  |  |  |  |  |
| | 3. Princesa Alix de Hesse y el Rin                                        |  |  |  |  |  |  |  |  |  |  |  |  |  |  |  |
| |                                                                           |  |  |  |  |  |  |  |  |  |  |  |  |  |  |  |
| |                                                                           |  |  |  |  |  |  |  |  |  |  |  |  |  |  |  |
| | 28. Ernesto I, duque de Sajonia-Coburgo y Gotha                           |  |  |  |  |  |  |  |  |  |  |  |  |  |  |  |
| |                                                                           |  |  |  |  |  |  |  |  |  |  |  |  |  |  |  |
| |                                                                           |  |  |  |  |  |  |  |  |  |  |  |  |  |  |  |
| | 14. Príncipe Alberto de Sajonia-Coburgo y Gotha                           |  |  |  |  |  |  |  |  |  |  |  |  |  |  |  |
| |                                                                           |  |  |  |  |  |  |  |  |  |  |  |  |  |  |  |
| |                                                                           |  |  |  |  |  |  |  |  |  |  |  |  |  |  |  |
| | 29. Princesa Luisa de Sajonia-Gotha-Altemburgo                            |  |  |  |  |  |  |  |  |  |  |  |  |  |  |  |
| |                                                                           |  |  |  |  |  |  |  |  |  |  |  |  |  |  |  |
| |                                                                           |  |  |  |  |  |  |  |  |  |  |  |  |  |  |  |
| | 7. Princesa Alicia del Reino Unido                                        |  |  |  |  |  |  |  |  |  |  |  |  |  |  |  |
| |                                                                           |  |  |  |  |  |  |  |  |  |  |  |  |  |  |  |
| |                                                                           |  |  |  |  |  |  |  |  |  |  |  |  |  |  |  |
| | 30. Príncipe Eduardo, duque de Kent y Strathearn                          |  |  |  |  |  |  |  |  |  |  |  |  |  |  |  |
| |                                                                           |  |  |  |  |  |  |  |  |  |  |  |  |  |  |  |
| |                                                                           |  |  |  |  |  |  |  |  |  |  |  |  |  |  |  |
| | 15. Victoria, reina del Reino Unido                                       |  |  |  |  |  |  |  |  |  |  |  |  |  |  |  |
| |                                                                           |  |  |  |  |  |  |  |  |  |  |  |  |  |  |  |
| |                                                                           |  |  |  |  |  |  |  |  |  |  |  |  |  |  |  |
| | 31. Princesa Victoria de Sajonia-Coburgo-Saalfeld                         |  |  |  |  |  |  |  |  |  |  |  |  |  |  |  |
| |                                                                           |  |  |  |  |  |  |  |  |  |  |  |  |  |  |  |
| |                                                                           |  |  |  |  |  |  |  |  |  |  |  |  |  |  |  |

### Español
- Alexandrov, Víctor (1974). El fin de los Románov. Bruguera, S. A. ISBN 84-02-03412-8
- Berry, Steve (2005). La profecía Románov. Columna Edicions, Llibres i Comunicació, S. A. ISBN 84-664-0677-8
- Lovell, James Blair (1991). Anastasia: la princesa perdida. Plaza & Janés Editores, S. A. ISBN 4-01-35183-9
- Massie, Robert K. (1972). Nicolás y Alejandra. Plaza & Janés Editores, S. A. ISBN 84-01-33029-7
- Massie, Robert K. (1997). Los Románov: capítulo final. Editorial Thassàlia, S. A. ISBN 84-8237-077-4
- Radzinsky, Edvard (2003). Rasputín: los archivos secretos. Círculo de Lectores, S. A ISBN 84-672-0149-5
- Summers, Anthony (1978). El expediente sobre el zar: el destino de los Románov. Plaza & Janés Editores, S. A. ISBN 84-01-33144-7

### Inglés
- Bokhanov Alexander, Knodt Manfred, Oustimenko Vladimir, Peregudova Zinaida, Tyutynnik Lyubov (1993). The Romanovs: Love, Power, and Tragedy. Leppi Publications. ISBN 0-9521644-0-X
- Christopher Peter, Kurth Peter, Radzinsky Edvard (1995). Tsar: The Lost World of Nicholas and Alexandra. Little Brown and Co. ISBN 0-316-50787-3
- Dehn, Lili (1922). The Real Tsaritsa. alexanderpalace.org.
- Eagar, Margaret (1906). Six Years at the Russian Court. alexanderpalace.org.
- Gilliard, Pierre. Thirteen Years at the Russian Court alexanderpalace.org.
- King Greg, Wilson Penny (2003). The Fate of the Romanovs. John Wiley and Sons, Inc. ISBN 0-471-20768-3
- Kurth, Peter (1983). Anastasia: The Riddle of Anna Anderson. Back Bay Books. ISBN 0-316-50717-2
- Lovell, James Blair (1991). Anastasia: The Lost Princess. Regnery Gateway. ISBN 0-89526-536-2
- Mager, Hugo (1998). Elizabeth: Grand Duchess of Russia. Carroll and Graf Publishers, Inc. ISBN 0-7867-0678-3
- Massie, Robert K. (1967). Nicholas and Alexandra. Dell Publishing Co. ISBN 0-440-16358-7
- Massie, Robert K. (1995). The Romanovs: The Final Chapter. Random House. ISBN 394-58048-6
- Maylunas Andrei, Mironenko Sergei (eds), Galy, Darya (translator) (1997). A Lifelong Passion, Nicholas and Alexandra: Their Own Story. Doubleday. ISBN 0-385-48673-1
- Occleshaw, Michael (1993). The Romanov Conspiracies: The Romanovs and the House of Windsor. Orion Publishing Group Ltd. ISBN 1-85592-518-4
- Radzinsky, Edvard (1992). The Last Tsar. Doubleday. ISBN 0-385-42371-3
- Radzinsky, Edvard (2000). The Rasputin File. Doubleday. ISBN 0-385-48909-9
- Sams, Ed. Victoria's Dark Secrets. curiouschapbooks.com.
- Shevchenko, Maxim. The Glorification of the Royal Family. Nezavisemaya Gazeta, 31 de mayo de 2000.
- Vorres, Ian (1965). The Last Grand Duchess. Scribner. ASIN B-0007-E0JK-0
- Výrubova, Ana. Memories of the Russian Court. alexanderpalace.org.
- Zeepvat, Charlotte (2004). The Camera and the Tsars: A Romanov Family Album. Sutton Publishing. ISBN 0-7509-3049-7